# Differdingen
Differdingen (luxemburgisch Déifferdeng, örtlich Déifferdang, französisch Differdange) ist eine Stadt sowie eine Gemeinde im Großherzogtum Luxemburg. Sie gehört zum Kanton Esch an der Alzette. Die Stadt liegt im Süden von Luxemburg im Dreiländereck mit Belgien und Frankreich. Differdingen ist nach den Städten Luxemburg und Esch an der Alzette die drittgrößte Gemeinde des Landes und hat wie Esch einen Ausländeranteil von über 50 Prozent.
Bekannt ist die Stadt vor allem für ihre Stahlindustrie – Differdinger ist in der Bauwirtschaft ein Synonym für mittlere Stahlträger.

## Zusammensetzung der Gemeinde
Differdingen besteht aus folgenden Ortschaften:
- (Alt-)Differdingen
- Oberkorn
- Niederkorn
- Lasauvage
- Fond-de-Gras

## Geschichte

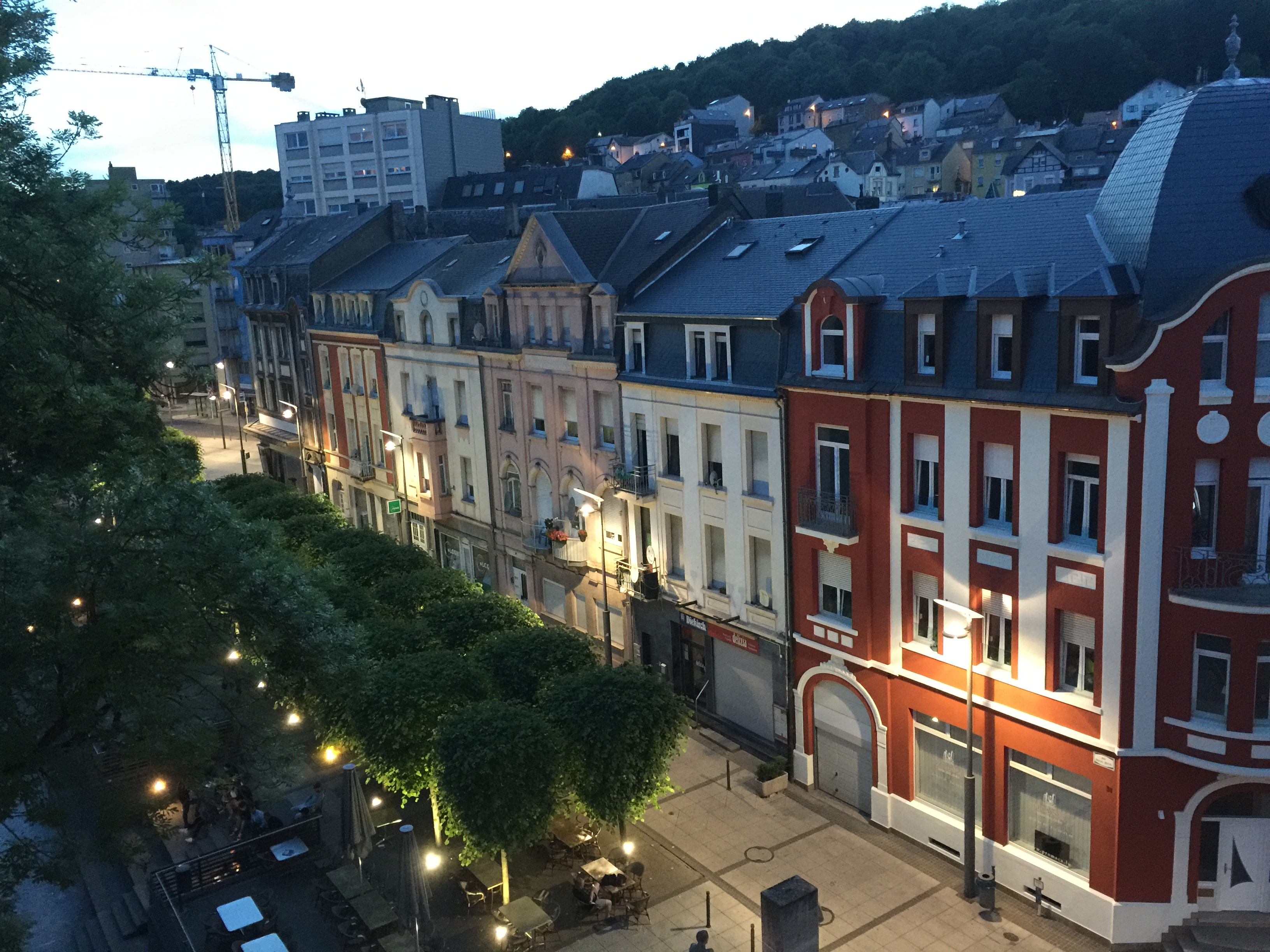
Differdange

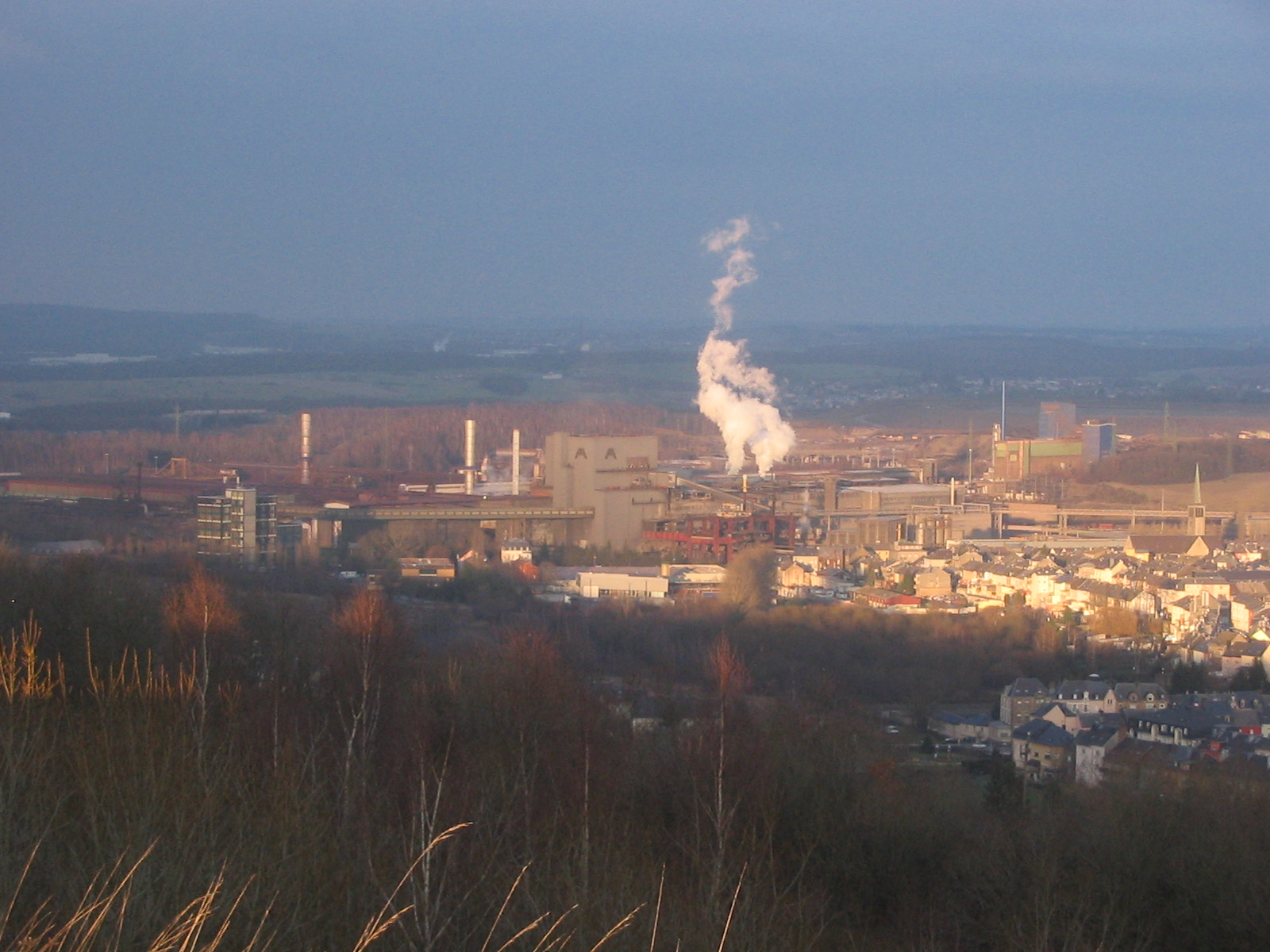
Stahlwerk Differdingen

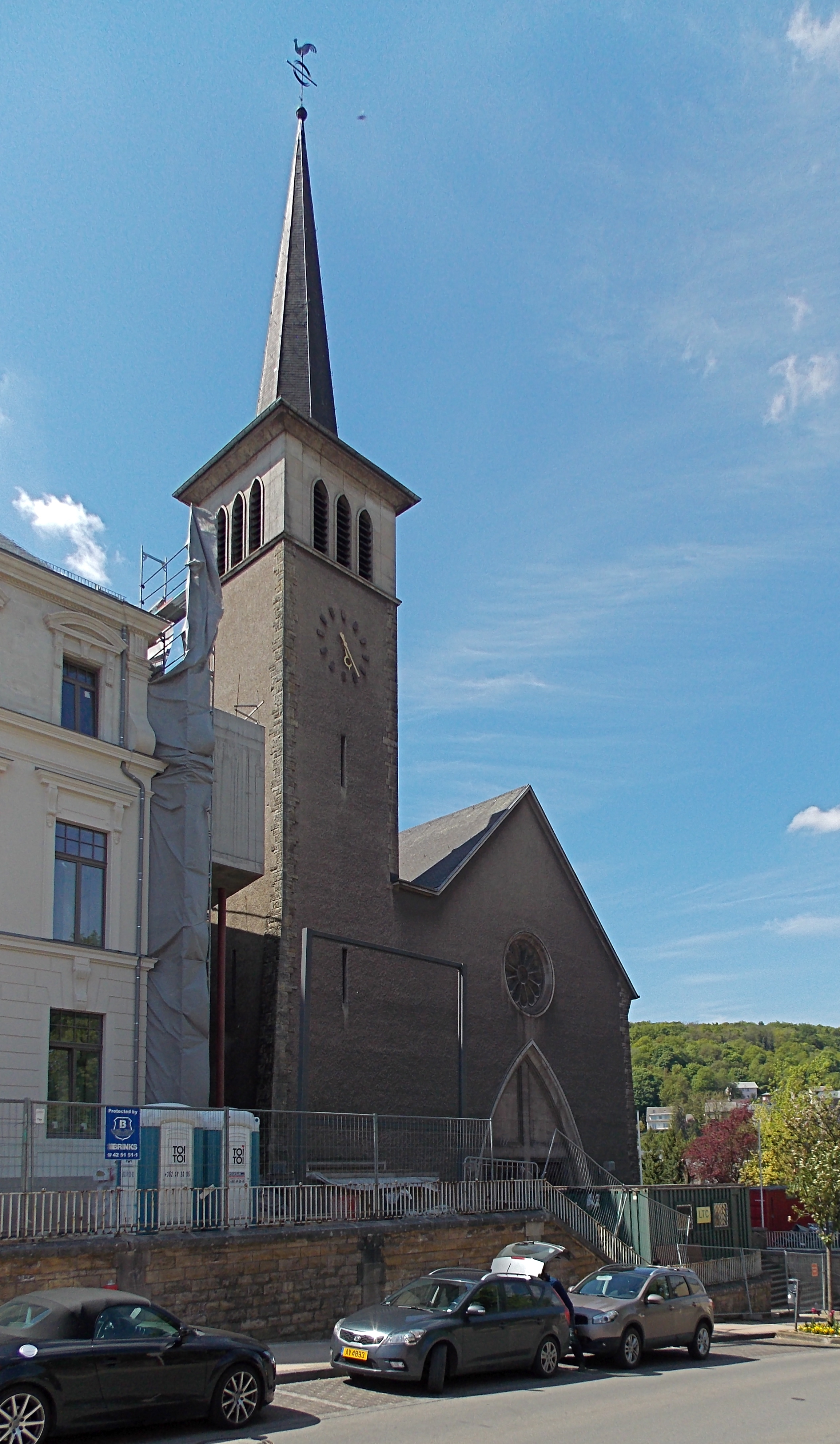
Kirche von Differdingen während des Abrisses 2013

Im Jahr 1794 beging die französische Revolutionsarmee in Differdingen Gräueltaten und schlachtete viele unbewaffnete Zivilisten ab, bevor sie die Stadt plünderte und niederbrannte. Das Franzosenkreuz wurde an der Stelle des Massakers zur Erinnerung errichtet.
Mit der Entdeckung von Eisenerzvorkommen und der damit einhergehenden Eisen- und Stahlindustrie begann für Differdingen und die gesamte Region in der zweiten Hälfte des 19. Jahrhunderts der industrielle Aufschwung. Anfangs in Bergwerken und später im Tagebau wurde die Minette abgebaut und in den Hüttenwerken verarbeitet. Mit den neu entstandenen Arbeitsplätzen stieg die Einwohnerzahl der Gemeinde rasant an. Anfangs kamen die Arbeiter aus Luxemburg (vor allem aus dem Ösling), doch bereits nach kurzer Zeit musste man auf Arbeitskräfte aus dem Ausland zurückgreifen. Diese kamen zu Beginn aus den Nachbarländern, später hauptsächlich aus Portugal und Italien.
Während des Zweiten Weltkriegs tauchten zeitweise bis zu 122 Luxemburger Zwangsrekrutierte mit Unterstützung der Bevölkerung in der Galerie Hondsbësch unter, um sich der völkerrechtswidrig eingeführten deutschen Wehrpflicht zu entziehen.
Nach der Stahlkrise der 1970er Jahre wurde die Produktion zurückgefahren und viele Arbeiter mussten entlassen werden. Obwohl sich die Lage in den letzten Jahren gebessert hat, haben die Minette-Gemeinden bis heute an den Folgen der Krise zu leiden.
In Differdingen befindet sich ein ehemaliges Hochofenwerk der HADIR, dann seit 1967 der ARBED. Hier werden auch die weltweit bekannten Greyträger gewalzt. Heute wird es von der ArcelorMittal als Elektrostahlwerk betrieben.
Als Differdinger werden Stahlträger mit mittlerem Profil (IPE-Formstahlträger) bezeichnet.

### Generalstreik vom 31. August 1942
Jedes Jahr gedenken die Beschäftigten der ProfilARBED der Arbeitskollegen, die infolge des Streiks vom 31. August 1942 am 2. September desselben Jahres von den Nazis standrechtlich erschossen wurden, indem eine Zeremonie vor der Gedenktafel abgehalten wird. Im Musée national de la résistance in Esch sind die damaligen Geschehnisse dokumentiert.

### Kirche von Differdingen
Die Kirche Notre Dame de douleurs wurde 1954 errichtet und 1955 geweiht. Die Kirchenorgel wurde von der Uergelmanufaktur Georg Westenfelder gebaut.
Am 18. Juni 2010 wurde der Zugang zum Kirchengebäude wegen Baufälligkeit verboten. Die Großbaustellen auf beiden Seiten der Kirche hatten die Fundamente der Kirche derart beschädigt, dass der Abriss 2012 beschlossen und teilweise durchgeführt wurde. Am 6. November 2013 beschloss der Gemeinderat einstimmig den vollständigen Abriss des verbliebenen Gebäudeteiles und schlug außerdem vor, einen Spielplatz auf dem freigewordenen Platz und eine Kapelle dort, wo zuletzt der Kirchturm gestanden hatte, zu errichten.

### Einwohnerentwicklung
| Differdingen: Einwohnerzahlen von 1821 bis 2024                                   | Differdingen: Einwohnerzahlen von 1821 bis 2024 | Differdingen: Einwohnerzahlen von 1821 bis 2024 | Differdingen: Einwohnerzahlen von 1821 bis 2024 | Differdingen: Einwohnerzahlen von 1821 bis 2024 |
| --------------------------------------------------------------------------------- | ----------------------------------------------- | ----------------------------------------------- | ----------------------------------------------- | ----------------------------------------------- |
| Jahr                                                                              |                                                 |                                                 |                                                 | Einwohner                                       |
| 1821                                                                              | 1821                                            |                                                 | 1.655                                           | 1.655                                           |
| 1871                                                                              | 1871                                            |                                                 | 2.162                                           | 2.162                                           |
| 1910                                                                              | 1910                                            |                                                 | 13.909                                          | 13.909                                          |
| 1922                                                                              | 1922                                            |                                                 | 12.983                                          | 12.983                                          |
| 1935                                                                              | 1935                                            |                                                 | 15.945                                          | 15.945                                          |
| 1947                                                                              | 1947                                            |                                                 | 15.179                                          | 15.179                                          |
| 1960                                                                              | 1960                                            |                                                 | 17.637                                          | 17.637                                          |
| 1970                                                                              | 1970                                            |                                                 | 17.964                                          | 17.964                                          |
| 1981                                                                              | 1981                                            |                                                 | 16.726                                          | 16.726                                          |
| 1991                                                                              | 1991                                            |                                                 | 15.740                                          | 15.740                                          |
| 2001                                                                              | 2001                                            |                                                 | 18.172                                          | 18.172                                          |
| 2011                                                                              | 2011                                            |                                                 | 21.869                                          | 21.869                                          |
| 2021                                                                              | 2021                                            |                                                 | 27.869                                          | 27.869                                          |
| 2024                                                                              | 2024                                            |                                                 | 30.364                                          | 30.364                                          |
| Quelle(n): Institut national de la statistique et des études économiques (STATEC) |                                                 |                                                 |                                                 |                                                 |

## Politik

### Gemeinderat
Die Gemeinde Differdingen wird von einer Koalition der sozialistischen LSAP und der christlich-konservativen CSV regiert.
Zur Kommunalwahl im Juni 2023 traten neun Parteilisten an, wovon sechs den Einzug in den Gemeinderat schafften.
| Gemeinderatswahl Differdingen 2023 %3020100 25,9 %22,9 %14,7 %14,3 %8,6 %5,3 %3,9 %2,3 %2,0 % LSAPCSVDPGréngPirateLénkKPLFokusDKGewinne und Verlusteim Vergleich zu 2017 %p 10 5 0 −5−10−15−20−25+7,3 %p+3,4 %p+2,7 %p−21,7 %p+8,6 %p+0,1 %p−1,6 %p+2,3 %p+2,0 %pLSAPCSVDPGréngPirateLénkKPLFokusDK | Sitzverteilung im Gemeinderat Differdingen seit 2023Insgesamt 19 Sitze - Lénk: 1 - LSAP: 6 - Gréng: 3 - Pirate: 1 - DP: 3 - CSV: 5 |

### Bürgermeister
- -1858: Brasseur[11]
- 1859-    : Charles Schambourg[11]
- 1906–1912: Jean Conzemius
- 1912–1935: Émile Mark
- 1935–1938: Jean-Baptiste Scharlé
- 1938–1963: Pierre Gansen
- 1964–1968: Jean Gallion
- 1969–1979: Joseph Haupert
- 1979–1993: Nicolas Eickmann
- 1994–2001: Marcel Blau
- 2002–2013: Claude Meisch
- 2014–2019: Roberto Traversini

Gemeindehaus in Differdingen

- 2019–        : Christiane Brassel-Rausch

## Bildungseinrichtung

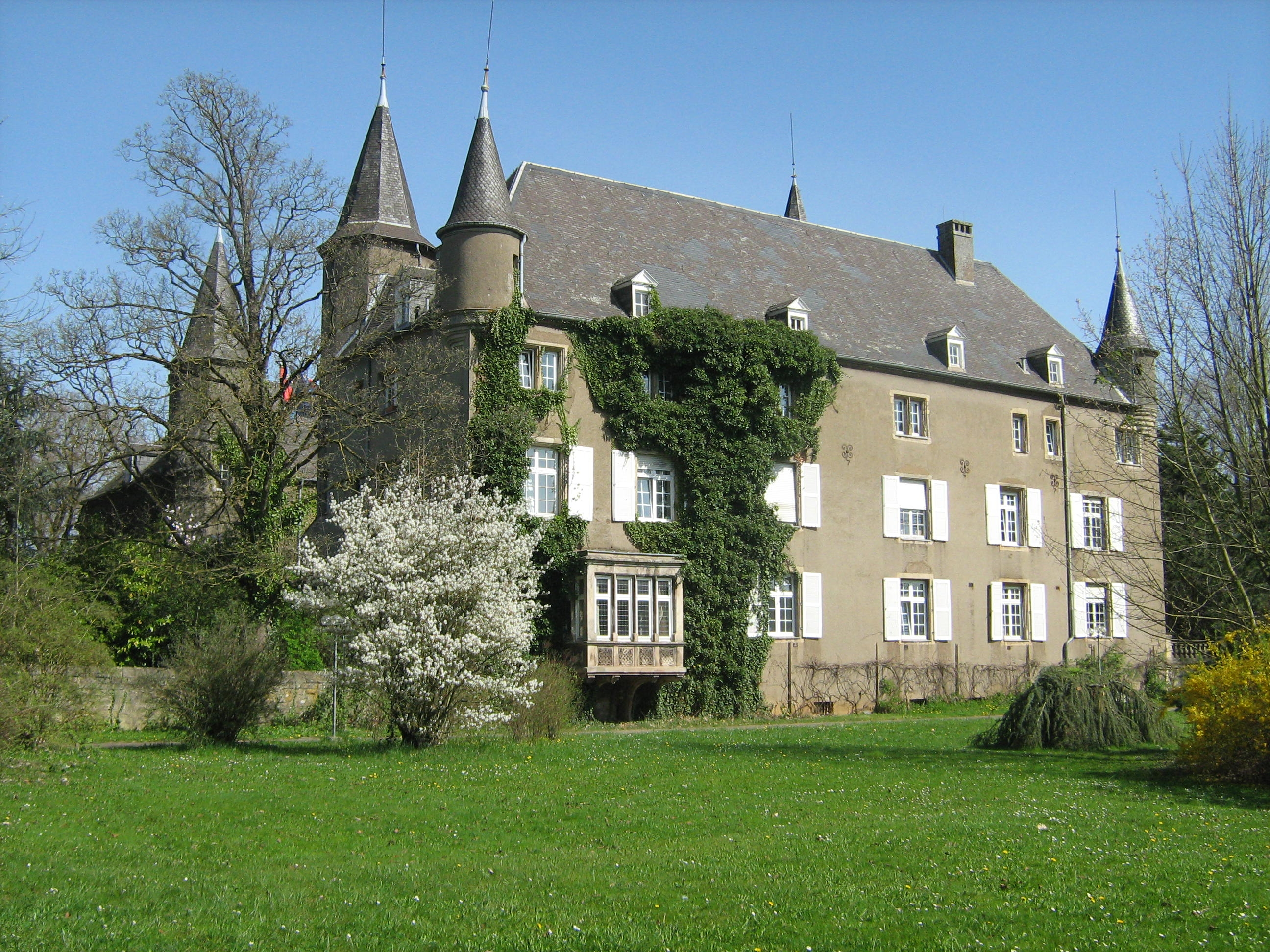
Schloss Differdingen

Seit 1968 ist im Schloss Differdingen eine Zweigstelle der Miami University untergebracht.
Am 26. Dezember 2021 wurde das erste Planetarium in Luxemburg im Wissenschaftsmuseum von Differdingen in Betrieb genommen.

## Verkehrsanbindung

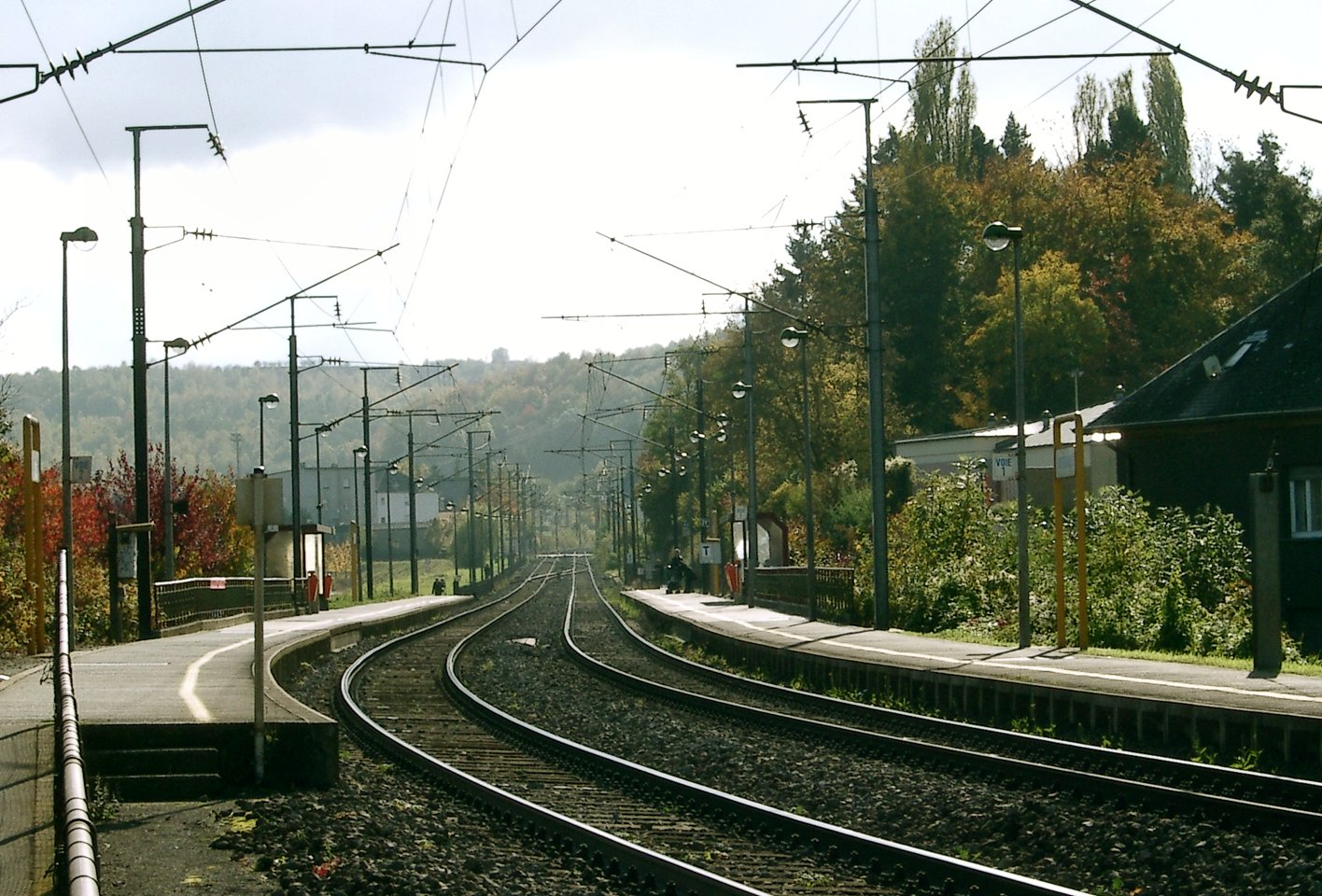
Gleise des Bahnhofs Differdingen

Differdingen besitzt einen Bahnhof an der Bahnstrecke Luxemburg–Bettemburg Grenze. Von hier verkehren regelmäßig Regionalzüge in und aus Richtung der Hauptstadt Luxemburg, die etwa 15 Kilometer nordöstlich von Differdingen liegt.
Im Straßenverkehr ist die Stadt an die Autoroute 13 angeschlossen. Über diese sind Luxemburg-Stadt und dahinter die deutsche Grenze erreichbar.

## Sehenswürdigkeiten
- Kirche St. Joseph im Ortsteil Fousbann
- Gasmaschine Nr. 11 Differdingen

### Fond-de-Gras
Fond-de-Gras ist eine stillgelegte Eisenerzumladestation und gehört heute zum kulturellen Inventar Luxemburgs. Die ehemaligen Gleisstrecken und Eisenbahnbauten werden heute von den Museumsbahnen „Train 1900“ und „Minièresbunn“ genutzt. Zu sehen gibt es außerdem eine ehemalige Generatorenhalle aus Hollerich, eine alte Walzstraße sowie einen historischen Krämerladen.

### Giele Botter
Der Giele Botter („Gelbe Butter“) ist ein ehemaliges Tagebaugebiet, auf dem zwischen 1960 und 1977 Eisenerz abgebaut wurde. Seit 1991 bildet das gesamte Gebiet um den stillgelegten Tagebau ein Naturschutzgebiet, die sog. Réserve Naturelle Prënzebierg.

## Städtepartnerschaften
- Ahlen, Nordrhein-Westfalen, Deutschland
- Chaves, Portugal
- Fiuminata, Marken, Italien
- Longwy, Frankreich
- Oxford (Ohio), USA
- Penzberg, Bayern, Deutschland[13]

## Persönlichkeiten
- Nicholas Muller (1836–1917), amerikanischer Politiker
- Nicolas Bommertz (1901–1980), Fußballspieler
- Émile Kolb (1902–1967), Fußballspieler
- Antoine Bommertz (1904–1989), Fußballspieler
- Pierre Bommertz (1906–1973), Fußballspieler
- Mathias Logelin (1907–1999), Kunstturner
- Fritz Eichler (1911–1991), Kunsthistoriker, Maler, Regisseur und Produktdesigner
- Fernand Ciatti (1912–1989), Boxer
- Ady Claude (1913–1942), Widerstandskämpfer gegen den Nationalsozialismus, lebte hier ab 1928
- Peter Engel (1915–nach 1961), deutscher Politiker
- Gustave Kemp (1917–1948), Fußballspieler
- Marcelle Lentz-Cornette (1927–2008), Politikerin
- Erwin Müller (1931–2014), Politiker
- Paul Katow (1949–2008), Autor
- Mary Cristy (* 1952), Sängerin
- Léa Linster (* 1955), Köchin
- Georges Hausemer (1957–2018), Schriftsteller und Übersetzer
- Jean-Claude Hollerich (* 1958), römisch-katholischer Erzbischof und Kardinal
- Hubert Meunier (* 1959), Fußballspieler
- Jean Portante (* 1959), Schriftsteller, Übersetzer, Autor und Journalist
- Georges Engel (* 1968), Politiker
- Mike Feyder (* 1975), Basketballspieler und -trainer

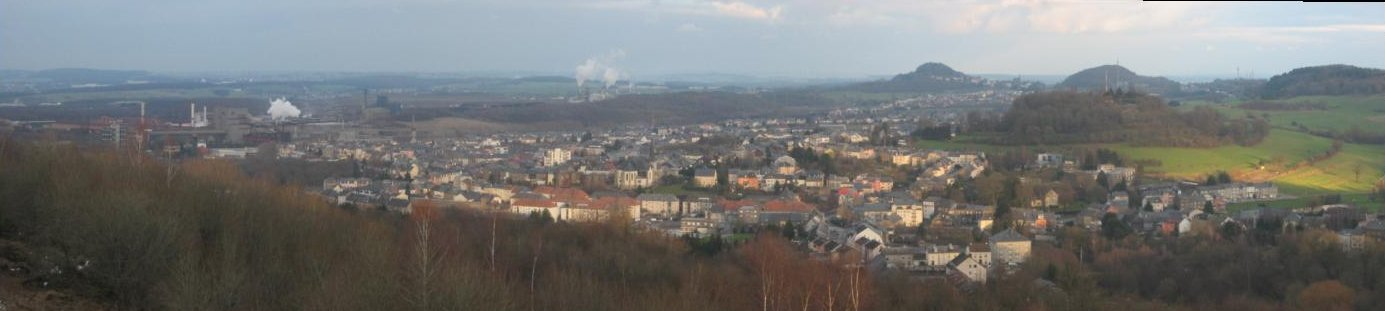
Differdange und Oberkorn